# Kathy Shower
Kathy Shower, właściwie Kathleen Ann Shower (ur. 8 marca 1953 r. w Brookville w stanie Ohio, USA) – amerykańska aktorka i modelka. Znana z sesji dla magazynu Playboy – w maju 1985 roku pojawiła się na rozkładówce miesiąca (ang. Playmate of the Month), w roku 1986 zaś na rozkładówce roku (ang. Playmate of the Year).
Po wzięciu udziału w sesji rozpoczęła karierę aktorską, pojawiając się w przygodowych filmach akcji, takich jak Commando Squad czy American Kickboxer 2. Występowała też w thrillerach erotycznych i popularnych serialach telewizyjnych (gościnnie pojawiła się w Nieustraszonym, Simon & Simon i wielu innych projektach), jako Janice Harrison grała z kolei w Santa Barbarze od 1985 do 1986 roku.
Zakończywszy karierę aktorki, przeprowadziła się do Hiszpanii, gdzie spędziła blisko dekadę.